# Santo Antônio de Posse
Santo Antônio de Posse este un oraș în São Paulo (SP), Brazilia.